# Mieru Hito
Mieru Hito (みえるひと) est un manga de Toshiaki Iwashiro. Il a été prépublié entre 2005 et 2006 dans le magazine Weekly Shōnen Jump de l'éditeur Shūeisha, et a été compilé en un total de sept volumes. La version française est éditée en intégralité par Panini.

## Synopsis
Le jour où Himeno Okegawa s'installe à Tokyo pour aller au lycée, elle est attaquée par un mauvais esprit mais est sauvée par Myojin Togo, capable de voir et d'exorciser les fantômes. Ce jeune homme est en fait le gérant de l'immeuble dans lequel Himeno a emménagé, ce qui va l'impliquer dans les événements se rapportant aux fantômes...

## Liste des volumes
| no | Japonais         | Japonais          | Français          | Français      |
| no | Date de sortie   | ISBN              | Date de sortie    | ISBN          |
| -- | ---------------- | ----------------- | ----------------- | ------------- |
| 1  | 2 décembre 2005  | 4-08-873898-5     | 12 juin 2008      | 9782809403350 |
| 2  | 3 février 2006   | 4-08-874021-1     | 21 août 2008      | 9782809403763 |
| 3  | 4 avril 2006     | 4-08-874044-0     | 9 octobre 2008    | 9782809404210 |
| 4  | 8 juillet 2006   | 4-08-874132-3     | 11 février 2009   | 9782809406429 |
| 5  | 4 septembre 2006 | 4-08-874253-2     | 8 avril 2009      | 9782809406061 |
| 6  | 2 novembre 2006  | 4-08-874275-3     | 16 septembre 2009 | 9782809408010 |
| 7  | 4 janvier 2007   | 978-4-08-874302-8 | 20 janvier 2010   | 9782809408966 |